# Белецкий, Андрей Александрович
Андре́й Алекса́ндрович Беле́цкий (укр. Андрій Олександрович Білецький; 30 июля (12 августа) 1911, Харьков — 10 апреля 1995, Киев) — советский и украинский филолог-классик, специалист в области антиковедения, переводчик, лингвист, искусствовед, педагог. Доктор филологических наук (1952), профессор (1953).

## Биография
Родился в семье известного советского литературоведа, академика АН СССР А. И. Белецкого.
Старший брат — искусствоведа и художника Платона Белецкого.
В 1933 г. окончил филологический факультет Харьковского института профессионально образования.
В 1946—1983 годах возглавлял кафедру классической филологии и общего языкознания в Киевском университете.
Учёный-полиглот (знал около 90 языков), почётный член Греческой академии наук, Кипрской академии наук, а также Кипрского и Греческого археологических обществ.
Похоронен на Байковом кладбище в Киеве рядом с отцом и братом.

## Научная деятельность
Автор ряда монографий и сотен статей. Первая печатная работа Андрея Белецкого увидела свет в 1935 году и была посвящена творчеству Лопе де Веги.
Научные интересы учёного Андрея Белецкого многогранны. Его работы охватывают почти все области лингвистики: сравнительно-историческое языкознание, этимологию, лингвосемиотику, типологию, лингвистическую географию, лексикологию, лексикографию, грамматику, фонологию, ономастику, топонимику, классическая филология, историю и теорию письма, а также, литературоведение, древнюю историю, историю культуры древних народов, эпиграфику, мифологию, неоэллинизм, палеографию, археологию и др.
Значительное место в его научной деятельности занимали исследования греческих надписей Ольвии.
Работая в Институте археологии в 1988—1989 г., А. Белецкий перевёл на украинский язык «Историю в девяти книгах» Геродота. Это первое на Украине полное издание произведения знаменитого «отца истории» с комментариями.
А. Белецкий был одним из авторитетнейших неоэллинистов в СССР. Он — редактор первого в Советском Союзе Новогреческо-русского словаря, составленного А. А. Иоаннидис (М., 1950). В этом словаре напечатан также впервые на русском языке краткий очерк грамматики новогреческого языка.
Труды Белецкого печатали на Украине, России, Армении, Греции, Грузии, Болгарии, Венгрии, Германии.
Будучи энциклопедически развитым человеком, А. Белецкий ещё в 83-летнем возрасте писал стихи на японском языке.
С 1958 года в Киевском университете им. Шевченко по инициативе Андрея Белецкого было начато преподавание новогреческого языка и литературы. Он читал лекции по древнегреческому языку и истории Греции, а также различные курсы и спецкурсы, был научным руководителем десятков диссертационных исследований. Воспитал ряд известных учеников, среди которых С. Семчинский, К. Тищенко, А. Пономарив, В. Москвин, Н. Клименко и др.

## Память
- В 1997 г. в Киеве основано Научное историко-филологическое общество имени Андрея Белецкого.
- В 2011 г. в Институте филологии Киевского национального университета им. Т. Шевченко состоялась Международная научная конференция «Творческое наследие А. А. Белецкого в новейших парадигмах научного знания: к 100-летию со дня рождения». Организаторами мероприятия, кроме Института филологии, стали Институт украинского языка НАН Украины и Посольство Греческой Республики на Украине.